# Kenne Grégoire
Jean Josquin "Kenne" Grégoire (Teteringen, 13 december 1951) is een Nederlands kunstschilder.

## Leven en werk
Grégoire stamt uit een kunstenaarsfamilie, hij is zoon van beeldhouwer Paul Grégoire en een jongere broer van kunstschilderes Hélène Grégoire en beeldhouwer Pépé Grégoire. Hij volgde een opleiding aan de Rijksakademie van beeldende kunsten in Amsterdam (1967-1973), waar hij les had van onder meer Otto de Kat.
Grégoire schildert figuratief, onder andere stillevens, portretten, naakten, interieurs en figuren uit de Commedia dell'arte. Hij won de zilveren Prix de Rome in 1973. In het voorjaar van 2009 hield Museum De Buitenplaats in Eelde een overzichtstentoonstelling van zijn werk.